# Отрада (сельское поселение Елшанка)
Отра́да — посёлок в Сергиевском районе Самарской области, входит в состав сельского поселения Елшанка.

## География
Находится на расстоянии примерно 13 километра по прямой на западо-юго-запад от районного центра села Сергиевск.

## Население
Постоянное население составляло 5 человек (русские 100 %) в 2002 году, 1 в 2010 году.